# رزر مانگول
رزر مانگول (انگلیسی: Rosère Manguélé؛ زادهٔ ۲۲ مهٔ ۱۹۸۵) بازیکن فوتبال اهل جمهوری کنگو است.
از باشگاه‌هایی که در آن بازی کرده‌است می‌توان به باشگاه فوتبال ستاره سرخ اشاره کرد.